# Chiesa di San Michele in Isola
De Chiesa di San Michele in Isola is een kerk uit de 15e eeuw op het kleine eilandje Isola di San Michele, dat behoort tot het sestiere Cannaregio van de Italiaanse stad Venetië. De kerk is opgedragen aan de Aartsengel Michaël. Architect van deze eerste renaissancekerk van Venetië was Mauro Codussi, die zich heeft laten beïnvloeden door Leon Battista Alberti.

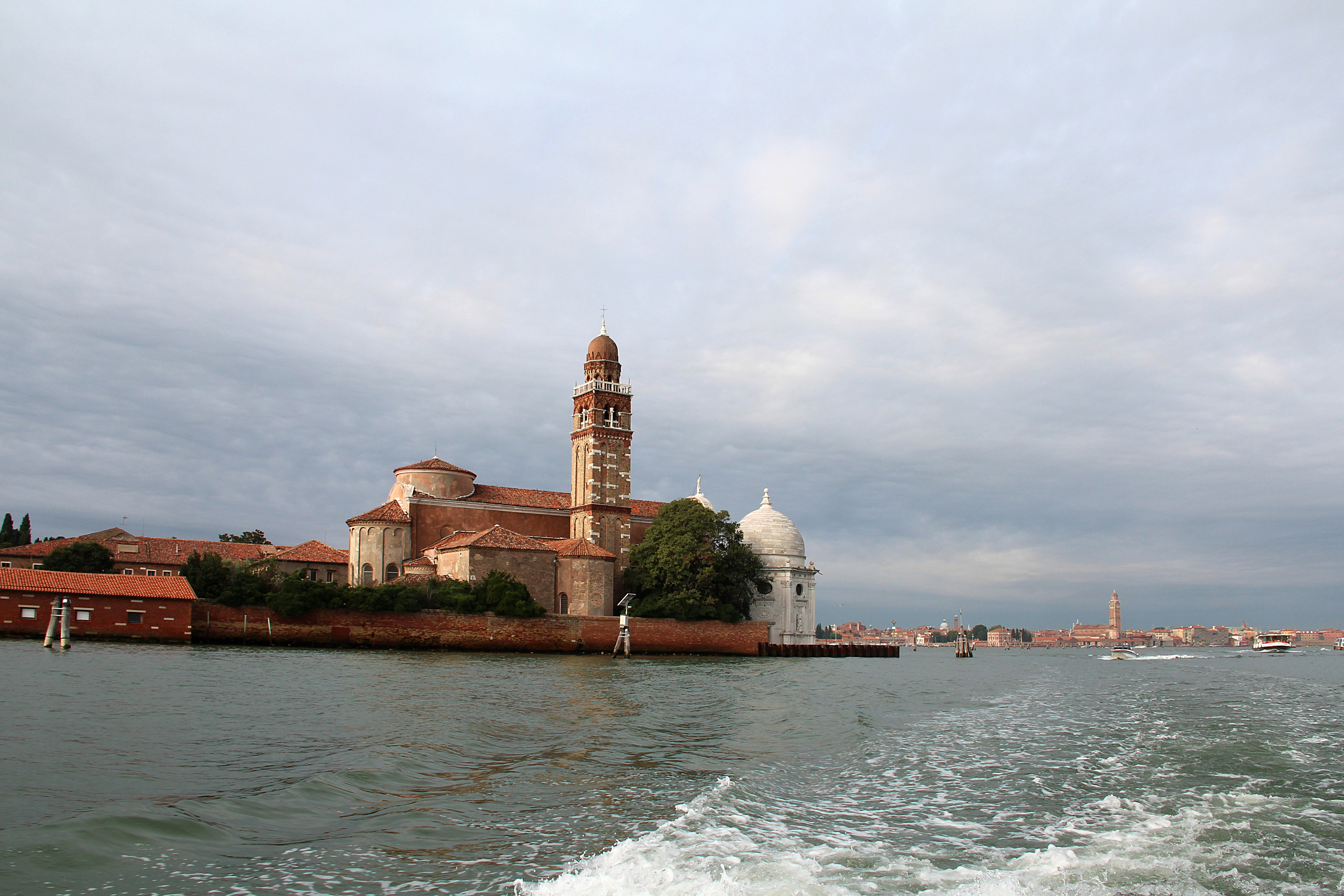
Campanile en noordkant van de kerk van San Michele in Isola gezien vanaf de Venetiaanse lagune.

Het Isola di San Michele bevat de wijk San Michele met daarin deze kerk, een 13e-eeuws klooster (voor benedictijnen van de Orde der Camaldulenzers) en een kapel. De rest van het eiland wordt ingenomen door een begraafplaats. De kerk is een parochiekerk behorend tot het Patriarchaat Venetië.
Soms wordt de kerk ook aangeduid als San Michele di Murano, gegeven de directe nabijheid van het eiland Murano. 
De kerk is gebouwd met pietra d'Istria, een witte kalksteen karakteristiek voor een aantal Venetiaanse bouwwerken.